# Musée collection Gianfranco-Luzzetti
Le Musée collection Gianfranco-Luzzetti (italien : Museo collezione Gianfranco Luzzetti) est un musée d'art situé dans le centre historique de la ville de Grosseto, en Toscane (Italie).
Le musée est installé dans l'ancien couvent des Clarisses (XVIIe siècle) de Strada Vinzaglio, et fait partie du centre culturel « Clarisse Arte » de la municipalité de Grosseto. Il a été inauguré le 22 décembre 2019 et abrite une collection de peintures et de sculptures des périodes de la Renaissance, baroque et rococo, offerte à la ville par l'antiquaire Gianfranco Luzzetti,. Parmi les différents artistes exposés, il y a des œuvres de Antonio Rossellino, Giovanni Fei, Jean Bologne, Domenico Cresti, Rutilio Manetti, Pier Dandini, Camillo Rusconi et Corrado Giaquinto.